# Chính sách thị thực của Namibia
Chính phủ Namibia cho phép công dân của một số nước và vùng lãnh thổ đến Namibia để du lịch và công tác 3 tháng đối với hộ chiếu phổ thông, và hộ chiếu ngoại giao và công vụ mà không cần xin thị thực. Tất cả du khách phải sở hữu hộ chiếu có hiệu lực 6 tháng.
Namibia sẽ sớm bắt đầu cấp thị thực tại cửa khẩu cho những người sở hữu hộ chiếu châu Phi tại tất cả các cửa khẩu như là bước đầu để tiến tới bãi bỏ thị thực cho tất cả công dân châu Phi.
Namibia được dự đoán trở thành một phần của hệ thống thị thực KAZA toàn cầu.

## Bản đồ chính sách thị thực

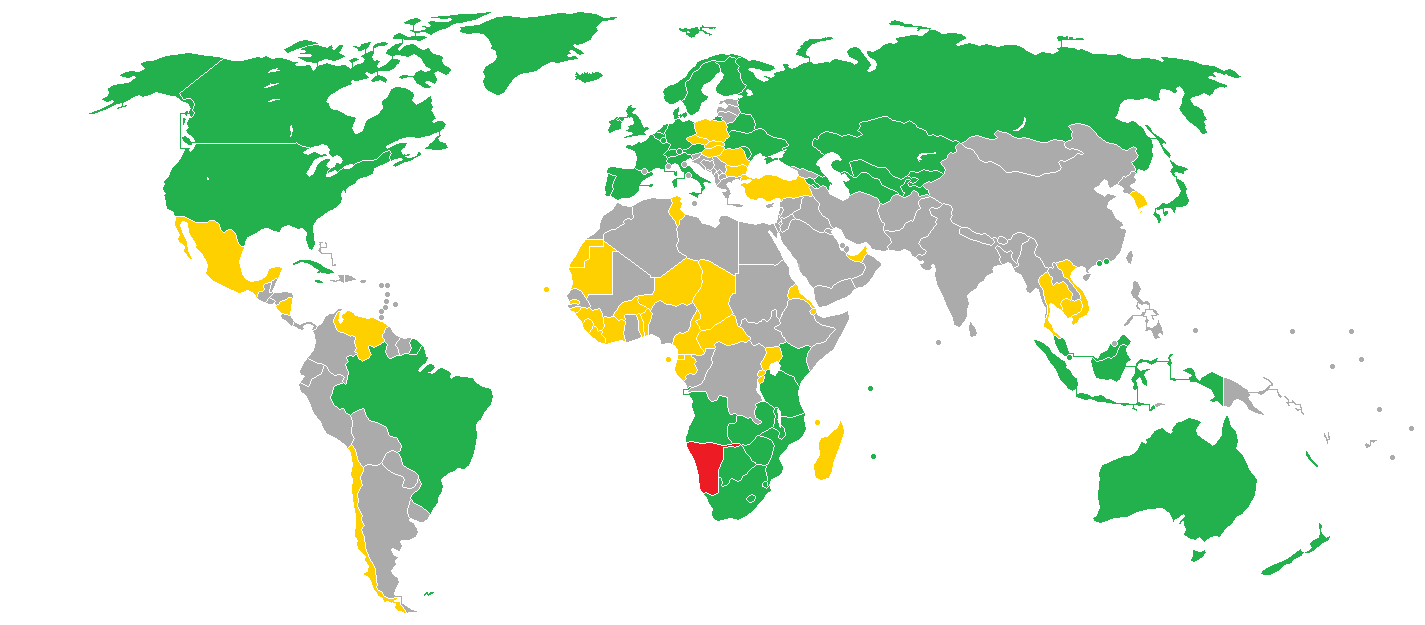
Chính sách thị thực Namibia
Namibia
Miễn thị thực

## Miễn thị thực
Người sở hữu hộ chiếu được cấp bởi 53 quốc gia và vùng lãnh thổ sau có thể đến Namibia mà không cần thị thực tối đa 3 tháng mỗi năm:
| - Angola - Armenia - Úc - Áo - Azerbaijan - Belarus - Bỉ - Botswana - Brasil - Canada - Cuba - Đan Mạch - Phần Lan - Pháp | - Đức - Hồng Kông - Iceland - Ireland - Ý - Nhật Bản - Kazakhstan - Kenya - Kyrgyzstan - Lesotho - Liechtenstein - Luxembourg - Macao1 - Malaysia | - Malawi - Mauritius - Moldova - Mozambique - Hà Lan - New Zealand - Na Uy - Bồ Đào Nha - Nga - Seychelles - Singapore - Nam Phi - Tây Ban Nha - Swaziland | - Thụy Điển - Thụy Sĩ - Tajikistan - Tanzania - Turkmenistan - Ukraina - Vương quốc Anh2 - Hoa Kỳ - Uzbekistan - Zambia - Zimbabwe |  |

1 - bao gồm người sở hữu hộ chiếu MSAR và giấy phép du hành MSAR.

2 - bao gồm tất cả các loại quốc tịch Anh.
Người sở hữu hộ chiếu ngoại gia hoặc công vụ của Ghana, Congo, Ấn Độ, Nigeria, Ba Lan, Thổ Nhĩ Kỳ và Venezuela không cần thị thực để đến Namibia. Người châu Phi sở hữu hộ chiếu ngoại giao và công vụ đều được miễn thị thực để đến Namibian.

## Thống kê du khách
Hầu hết du khách đến Namibia đều đến từ các quốc gia sau:
| Quốc gia       | 2015      | 2014      | 2013      |
| -------------- | --------- | --------- | --------- |
| Angola         | 492.866   | 519.191   | 477.828   |
| Nam Phi        | 381.854   | 329.850   | 317.563   |
| Zambia         | 168.899   | 167.407   | 167.044   |
| Đức            | 93.939    | 91.900    | 84.121    |
| Zimbabwe       | 78.205    | 67.809    | 62.778    |
| Botswana       | 50.908    | 40.311    | 36.556    |
| Vương quốc Anh | 27.365    | 29.016    | 25.351    |
| Hoa Kỳ         | 26.339    | 25.291    | 21.884    |
| Pháp           | 20.598    | 20.549    | 16.837    |
| Bồ Đào Nha     | 18.679    | 16.885    | 15.574    |
| Tổng           | 1.519.618 | 1.477.593 | 1.372.602 |